# برایان گیلبرت (تنیس‌باز)

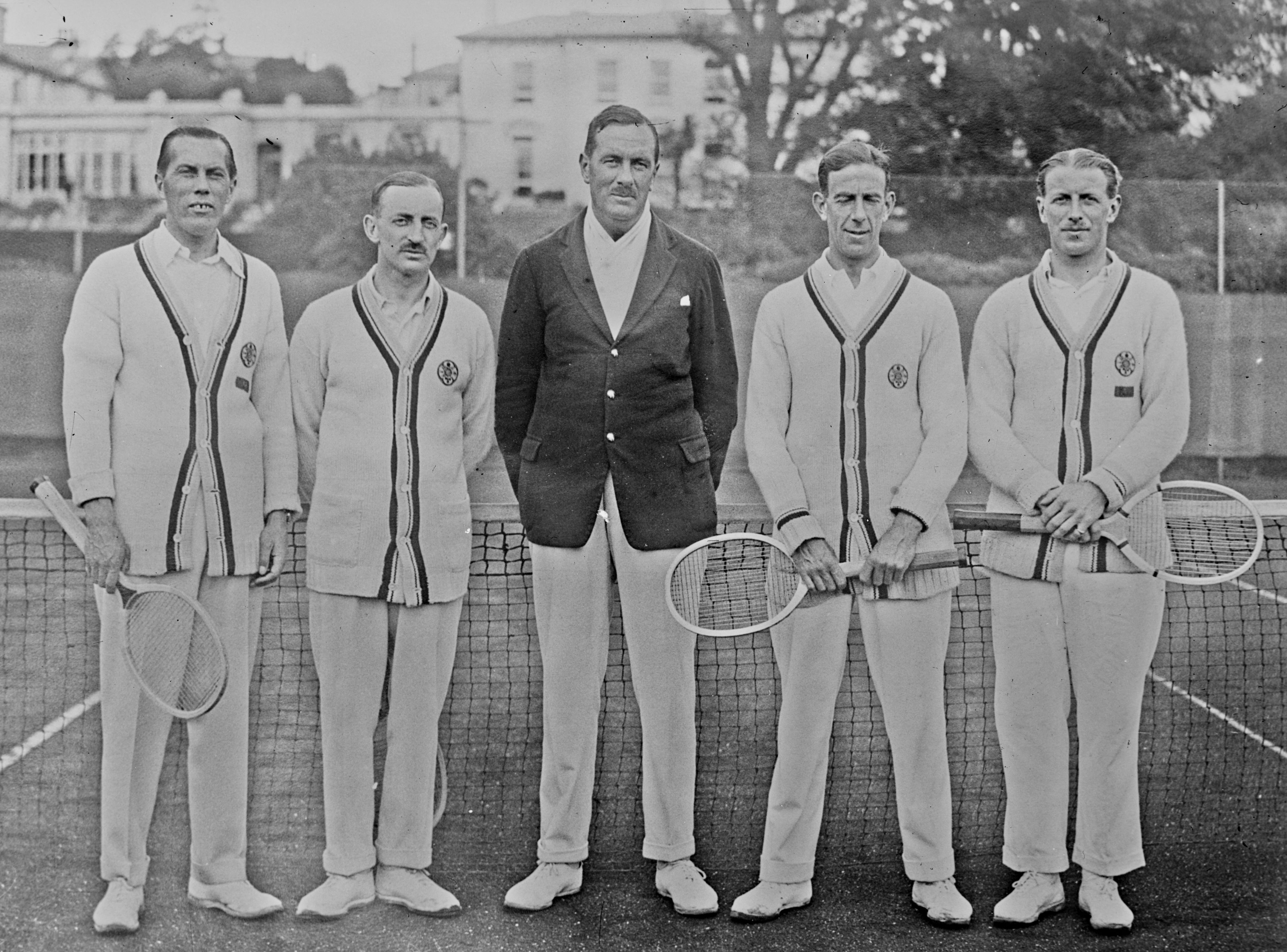
برایان گیلبرت همراه با دوستانش

 برایان گیلبرت (انگلیسی: Brian Gilbert؛ زاده ۱۷ ژوئیهٔ ۱۸۸۷ درگذشته ۲۸ ژوئیهٔ ۱۹۷۴) یک تنیس‌باز اهل بریتانیا بود.